# Jorun skaldemö
Jorun skaldemö (Jórunn skáldmær) var en norsk skald verksam under tidigt 900-tal då Harald Hårfager var kung i Norge. Hennes tillnamn skáldmær (mær = mö, ung kvinna) tyder på att hon redan som ung vann ryktbarhet som skald. 
Av hennes produktion har emellertid endast två strofer och tre halvstrofer av ett drottkvätt-kväde bevarats. Kvädet heter Sendibítr och finns i Harald Hårfagres saga som ingår i Heimskringla, samt i den stora sagan om Olav den helige (Óláfs saga helga in sérstaka) och i storsagan om Olav Tryggvason (Óláfs saga Tryggvasonar en mesta). Ytterligare en halvstrof är citerad i Skáldskaparmál, där Jorun lovprisar kung Harald för att han rödfärgat sina vapen i "omänniskors (óþjóðar) blod". Den händelse som åsyftas torde vara en straffexpedition som Harald, enligt Orkneysagan och Heimskringla, företog för att rensa västerhavet från det sjörövarpack som förhärjat den norska kusten. De övriga stroferna behandlar en konflikt mellan Haralds vuxna söner Erik Blodyx och Halvdan Svarte, där Harald tog Eriks parti. Skalden Guttorm sindre (Goþþormr sindri) prisas också för att han fått till stånd en förlikning mellan parterna. Ämnesvalet visar att dikten måste ha tillkommit sent under Haralds regering. Det faktum att Jorun dristar sig till att beröra kungaättens inbördes stridigheter, och dessutom rosar den kände skalden Guttorm, tyder på att hon varit en kvinna som kunnat uttala sig med stor auktoritet. Tillnamnet till trots kan hon knappast (längre) ha varit en purung "skaldemö". Rimligtvis bör hon ha varit född på 800-talet. 
Betydelsen av namnet Sendibítr är inte helt klar. Ordet kan betyda "bitande (bittert, beskt, vasst) budskap". Det är denna tolkning som Finnur Jónsson väljer att göra. I så fall är det rimligt att kvädet också har riktat kritik mot Harald, vilket ytterligare understryker att Jorun bör ha haft stor auktoritet. 
Jorun finns inte medtagen i Skáldatals förteckning över Harald Hårfagers hirdskalder. Detta behöver emellertid inte vara så underligt emedan hon, i egenskap av kvinna, knappast tillhörde kungens hird. Hon kan dock ha varit völva (prästinna) vid kungahovet; dessa var säkert också mycket väl förfarna i skaldekonsten.
Jorun är huvudperson i operan Jorun orm i öga från 2013, komponerad av Marie Samuelsson med libretto av Kerstin Ekman.